# Systole minuta
Systole minuta är en stekelart som beskrevs av William Harris Ashmead 1894. Systole minuta ingår i släktet Systole och familjen kragglanssteklar. Inga underarter finns listade i Catalogue of Life.